# Reinhardtia paiewonskiana
Reinhardtia paiewonskiana là loài thực vật có hoa thuộc họ Arecaceae. Loài này được Read, Zanoni & M.M.Mejía miêu tả khoa học đầu tiên năm 1987.

## Hình ảnh

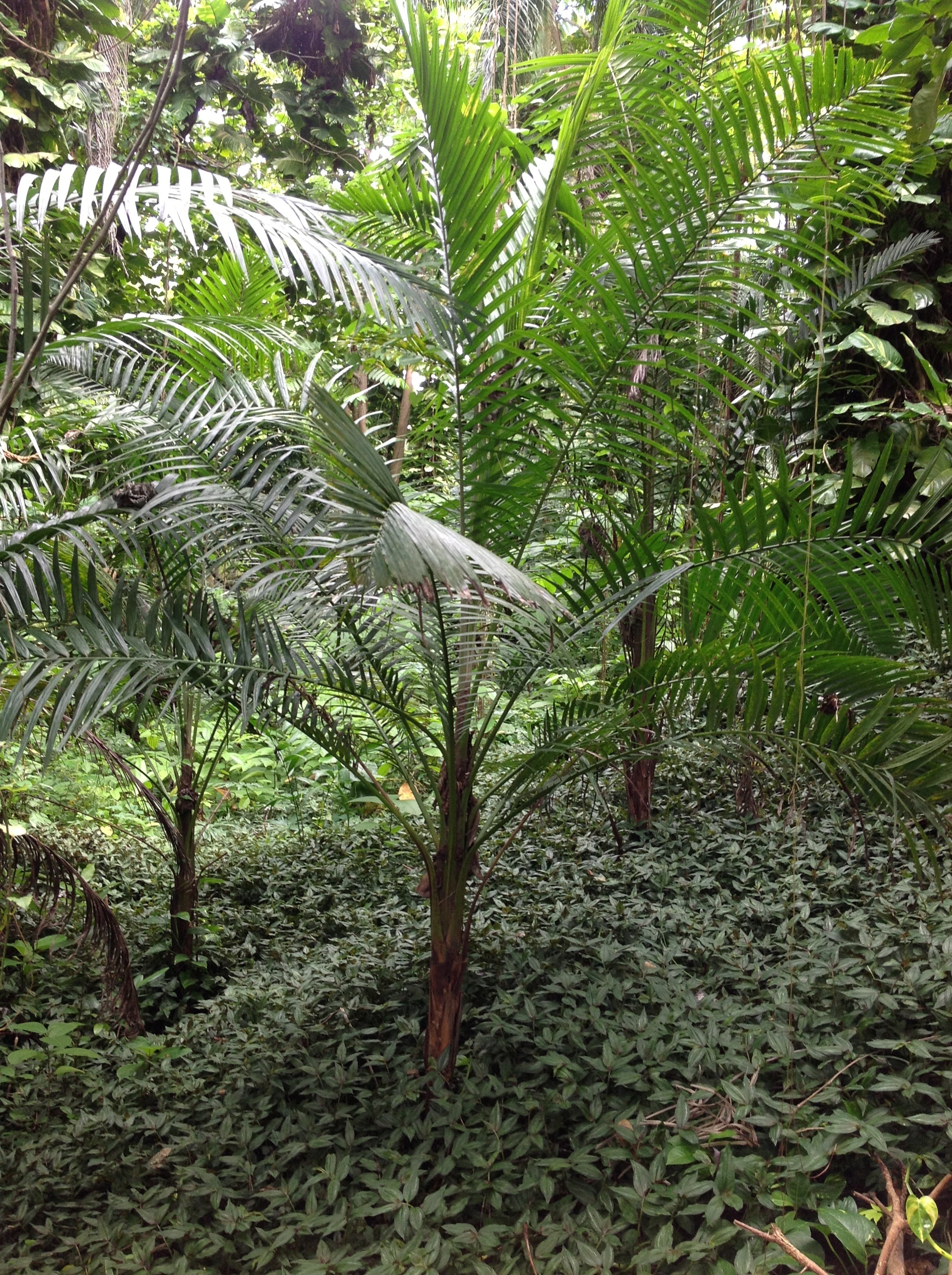